# Нордленд (тауншип, округ Лайон, Миннесота)
Нордленд (англ. Nordland) — тауншип в округе Лайон, Миннесота, США. На 2000 год его население составило 251 человек.

## География
По данным Бюро переписи населения США площадь тауншипа составляет 90,9 км², из которых 90,9 км² занимает суша, водоёмов нет.

## Демография
По данным переписи населения 2000 года здесь находились 251 человек, 80 домохозяйств и 67 семей.  Плотность населения —  2,8 чел./км².  На территории тауншипа расположено 85 построек со средней плотностью 0,9 построек на один квадратный километр. Расовый состав населения: 98,80 % белых, 1,20 % — других рас США. Испанцы или латиноамериканцы любой расы составляли 0,40 % от популяции тауншипа.
Из 80 домохозяйств в 43,8 % воспитывались дети до 18 лет, в 76,3 % проживали супружеские пары, в 2,5 % проживали незамужние женщины и в 16,3 % домохозяйств проживали несемейные люди. 16,3 % домохозяйств состояли из одного человека, при том 6,3 % из — одиноких пожилых людей старше 65 лет. Средний размер домохозяйства — 3,14, а семьи — 3,54 человека.
34,7 % населения — младше 18 лет, 8,8 % — в возрасте от 18 до 24 лет, 26,3 % — от 25 до 44, 22,3 % — от 45 до 64, и 8,0 % — старше 65 лет. Средний возраст — 30 лет. На каждые 100 женщин приходилось 130,3 мужчин.  На каждые 100 женщин старше 18 приходилось 121,6 мужчин.
Средний годовой доход домохозяйства составлял 41 071 доллар, а средний годовой доход семьи —  41 750 долларов. Средний доход мужчин —  27 813  долларов, в то время как у женщин — 19 722. Доход на душу населения составил 14 435 долларов. За чертой бедности находились 8,7 % семей и 10,7 % всего населения тауншипа, из которых 16,9 % младше 18 лет.